# Швепніц
Швепніц (нім. Schwepnitz, в.-луж. Sepicy) — громада в Німеччині, розташована в землі Саксонія. Входить до складу району Бауцен.
Площа — 55,50 км2. Населення становить 2463 ос. (станом на 31 грудня 2020).